# Gottfried Schädel
Gottfried Schädel, né vers 1680 à Wandsbeck (de), près de Hambourg, et mort le 21 février 1752 à Kiev, est un architecte baroque allemand qui œuvra principalement en Russie impériale, notamment à Saint-Pétersbourg et à Kiev.

## Biographie
Schädel accompagne en 1713 Andreas Schlüter invité par la cour de Pierre le Grand afin de travailler à de nouveaux projets. Schädel construit le grand palais d'Oranienbaum de style baroque tardif pour le prince Menchikov, en collaboration avec Giovanni Maria Fontana, ainsi que divers bâtiments du domaine et du village (aujourd'hui Lomonossov). Il travaille aussi aux plans de la demeure du prince à l'île Vassilievski de Saint-Pétersbourg, ainsi qu'à la forteresse de Cronstadt. Schädel se trouve ensuite à Moscou en 1729, où il prend part à la construction du palais de bois de l'impératrice Anne, ainsi que sous les ordres de Rastrelli à l'aménagement de la cathédrale de l'Annonciation du Kremlin.
On le retrouve ensuite à Kiev, où il construit des clochers de la laure des Grottes (1731-1745), mélangeant le plus pur style rococo avec de légers éléments byzantins et participe à la reconstruction de la cathédrale Sainte-Sophie (1736-1740). Il construit aussi le palais de Klov, aujourd'hui siège de la cour suprême d'Ukraine.

## Source
- (de) Cet article est partiellement ou en totalité issu de l’article de Wikipédia en allemand intitulé « Gottfried Schädel » (voir la liste des auteurs).
- Notices d'autorité :   - VIAF
  - ISNI
  - GND